# Gymnothorax sagenodeta
Gymnothorax sagenodeta är en fiskart som först beskrevs av Richardson, 1848.  Gymnothorax sagenodeta ingår i släktet Gymnothorax och familjen Muraenidae. Inga underarter finns listade i Catalogue of Life.